# Лайман, Теодор
Теодор Лайман (/ˈlaɪmən/, англ. Theodore Lyman; 23 ноября, 1874 – 11 октября 1954) — американский физик и спектроскопист, родился в Бостоне. Он окончил Гарвард в 1897 году, получил степень доктора наук в 1900 году.

## Карьера
Лайман стал ассистентом профессора физики в Гарвардском университете, полным профессором в 1917 году, был также директором физической лаборатории Джефферсона (1908-17). Он сделал важные исследования  явлений, связанных с дифракционными решетками, на длинах волн вакуумного ультрафиолета, обнаруженных Виктором Шуманом, а также на свойствах коротких электромагнитных волн.

## Военная служба
Во время Первой Мировой войны он служил во Франции с американским Экспедиционным корпусом в звании майора.

## Награды и память
- В честь него названа  серия Лаймана из спектральных линий.
- Кратер Лайман на дальней стороне Луны назван в его честь.
- Он был награжден Франклинским институтом  медалью Эллиота Крессона в 1931 году.